# Mutronics
Pour plus de détails, voir Fiche technique et Distribution.
Mutronics (The Guyver) est un film américain réalisé par Screaming Mad George et Steve Wang, sorti en 1991.

## Synopsis
Sean Barker, un étudiant, découvre un appareil extraterrestre et fusionne avec pour devenir une créature : le Guyver.

## Fiche technique
- Titre : Mutronics
- Titre original : The Guyver
- Réalisation : Screaming Mad George et Steve Wang (coréalisateur)
- Scénario : Jon Purdy d'après le manga Guyver de Yoshiki Takaya
- Musique : Matthew Morse
- Photographie : Levie Isaacks
- Montage : Andy Horvitch et Joe Woo Jr.
- Production : Brian Yuzna
- Société de distribution : Metropolitan Filmexport (France) et New Line Cinema (États-Unis)
- Pays :  États-Unis et  Japon
- Genre : Action, comédie, horreur, science-fiction et thriller
- Durée : 88 minutes
- Dates de sortie : 
  - États-Unis : 18 mars 1991
  - France : 3 juin 1992

## Distribution
- Jack Armstrong : Sean Barker / le Guyver
- Mark Hamill : Max Reed
- Vivian Wu : Mizky Segawa
- David Gale : Fulton Balcus
- Michael Berryman : Lisker
- Jimmie Walker : Striker
- Peter Spellos : Ramsey
- Spice Williams-Crosby : Weber
- Willard E. Pugh : le colonel Castle
- Jeffrey Combs : Dr. East
- David Wells : Dr. Gordon
- Greg Joung Paik :  Dr. Tetsu Segawa
- Linnea Quigley : Scream Queen
- Johnnie Saiko : Craig
- Deborah Anne Gorman : Mlle. Jenson

## Distinctions
Le film a été nommé en sélection officielle en compétition au festival Fantasporto.